# Storia della Virtus Entella
La storia della Virtus Entella, società calcistica italiana con sede a Chiavari, si estende per più di un secolo a partire dalla fondazione del club avvenuta il 14 marzo 1914.
Il sodalizio partecipò al suo primo campionato nel 1920 e raggiunse il secondo livello nazionale nel 1922. Conquistò il suo primo campionato in ambito regionale nel 1933 e il suo primo campionato in ambito nazionale nel 1958. Prese parte per diverse stagioni al campionato di terzo livello nazionale ed ottenne altri successi al quarto e al quinto livello del campionato italiano, prima di attraversare un periodo di difficoltà societarie avviatosi nel 1988 e culminato con la revoca dell'affiliazione alla Federazione Italiana Giuoco Calcio comminata nel 2001. Dopo la rinascita - avvenuta nel 2002 nel campionato di Promozione - l'arrivo di Antonio Gozzi alla presidenza nel 2007 portò la Virtus Entella a vincere per la prima volta un campionato di terzo livello nazionale in corrispondenza del centenario di attività e a disputare successivamente alcune stagioni in Serie B, categoria che rappresenta l'apice sportivo del sodalizio. Dalla conquista del Campionato Juniores Nazionali avvenuta nel 2010, anche il settore giovanile vinse diversi titoli di livello nazionale.

## Le origini e gli anni 1920

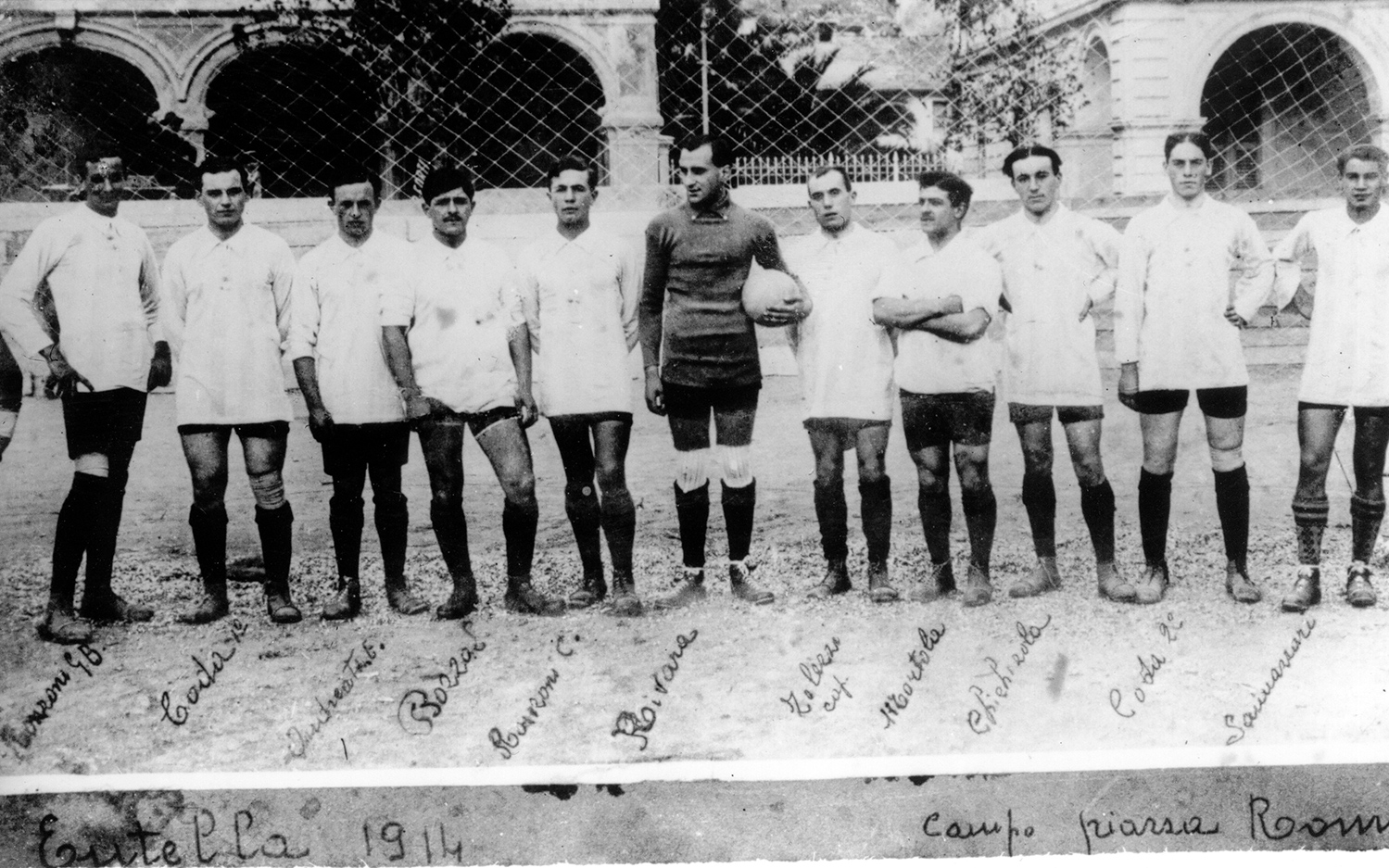
14 marzo 1914: la prima formazione in assoluto dell'Entella, sul campo di piazza Roma.

### 1914: la fondazione
L'Entella Foot-Ball Club nacque presso l'Armeria Lanata sita a Chiavari in via Vittorio Emanuele (ora via Martiri della Liberazione) nel marzo del 1914, ad opera del titolare Giuseppe Lanata e di un gruppo di giovani: Arzeno - che fu anche presidente del consiglio provvisorio nei primi mesi di vita del club - Emilio Delucchi, Martinelli, Raggio, G.B. Ravenna, Zolezzi ed Enrico Sannazzari, che fu il primo capitano della squadra. La prima partita fu disputata il 14 marzo 1914 sul campo da gioco appositamente allestito in piazza Roma e vinta per 4-0 contro una rappresentativa del Collegio Peirano di Rapallo: questo avvenimento è considerato convenzionalmente come la nascita del sodalizio.
Nei mesi successivi la squadra disputò alcuni incontri amichevoli con squadre genovesi e del Tigullio ed a giugno tenne la prima assemblea dei soci che ratificò i colori sociali bianco-celesti e il nome Entella - tratto dal locale fiume omonimo - ed elesse le cariche societarie: il primo presidente fu l'avvocato Gerolamo Filippini. La società si affiliò alla Federazione Italiana Giuoco Calcio ma, priva di un campo regolamentare, non si scrisse ad alcun campionato e proseguì con gli incontri amichevoli, disputando il 15 novembre la sua prima gara in trasferta, ospite dello Spezia con cui pareggiò 0-0.

### L'assorbimento nella Pro Chiavari (1915-1917)
Nei primi mesi del 1915 l'Entella vinse un torneo amichevole organizzato dalla Pro Recco e ad aprile fu assorbita dalla più antica Società Ginnastica Pro Chiavari, fondata nel 1893, di cui divenne la "sezione calcio". Dato il crescente interesse dei cittadini, il comune si prodigò per la creazione del campo sportivo di Corso Dante, inaugurato il 16 maggio con un'amichevole tra Pro Chiavari e Sampierdarenese terminata 2-2. L'entrata nella prima guerra mondiale da parte dell'Italia provocò la sospensione dei campionati ufficiali e la Pro Chiavari proseguì con gli incontri amichevoli, tornando a disputarli in piazza Roma perché l'area di corso Dante venne adibita a coltura.

### Il ritorno come società indipendente, Francesco Leonardi e il primo campionato (1917-1921)
A partire dalla fine del 1917 sono documentati incontri amichevoli disputati dall'Entella Foot-Ball Club, tornata società indipendente, sul campo di piazza Roma. Nel 1919 assunse la presidenza Francesco Leonardi, notaio, e venne allestito nuovamente il campo di corso Dante, ma non in tempo utile per l'iscrizione al campionato: la prima partita fu la gara amichevole del 1º novembre contro la Veloce Club Spezia.
Nel 1920 il consiglio direttivo decise il cambio dei colori sociali, adottando una maglia nera con scudetto bianco-celeste sul petto: la principale motivazione addotta fu la tendenza del celeste a stingere durante il lavaggio delle divise. In quello stesso anno - il sesto dalla fondazione -  l'Entella si iscrisse al campionato ligure di Promozione facendo il suo esordio ufficiale il 12 dicembre, battendo 4-0 la Tigullio sul campo di corso Dante. In quella prima stagione i neroscudati vinsero il girone F in cui erano stati inseriti, ma non andarono oltre il successivo girone A di semifinale, venendo eliminati da Speranza e Giovani Calciatori Bolzaneto.

### Ugo Campana e la Seconda Divisione (1921-1923)
L'imprenditore tessile lombardo Ugo Campana assunse la presidenza dell'Entella nell'estate del 1921: con lui la squadra disputò una nuova stagione in Promozione, ottenendo il primo posto sia nel girone B, sia nel successivo girone B di semifinale. Nel girone finale i neroscudati disputarono i primi due incontri sul neutro di Rapallo, pareggiando 0-0 con il Molassana e superando 4-1 la Piccoli Veloci. Il terzo e decisivo incontro si tenne contro il Vado allo stadio di Villa Scassi a Sampierdarena (allora comune autonomo) e terminò con un pareggio 0-0 che promosse gli avversari in Prima Categoria. Si concluse così la stagione, che il 17 aprile aveva visto l'Entella impegnata nella sua prima amichevole internazionale, pareggiata 0-0 con il Nizza.
Il Compromesso Colombo ridisegnò successivamente la struttura del campionato italiano e l'Entella fu inizialmente inquadrata in Terza Divisione, salvo essere in autunno ripescata in Seconda Divisione a completamento organici, ottenendo così l'accesso al secondo livello assoluto del calcio italiano. I neroscudati furono inseriti nel girone A della Seconda Divisione 1922-1923, composto da 8 squadre. Al termine della gara interna del 4 febbraio persa 0-1 contro il Quarto scoppiarono alcuni incidenti e il campo da gioco dell'Entella fu squalificato per le restanti giornate: la squadra concluse il campionato al 6º posto dovendo così disputare lo spareggio interdivisionale contro il Veloci Embriaci vincitore della Terza Divisione. La squalifica del campo era terminata e la gara di andata di Chiavari del 24 giugno terminò 1-1, mentre il 1º luglio l'Entella venne sconfitta per 1-0 nella gara di ritorno, abbandonando così il palcoscenico nazionale dopo una sola stagione.

### Emilio Troili e i campionati regionali (1923-1927)

24 maggio 1924, Campo sportivo di Corso Dante: Entella- 0-2.

Contestualmente alla retrocessione avvenne un avvicendamento alla presidenza, con l'insediamento di Emilio Troili. Nella Terza Divisione 1923-1924 l'Entella superò il girone D e il girone A di semifinale - in entrambi i casi rendendosi necessario uno spareggio contro rispettivamente Pegazzano e Fiorente  - e per la disputa della finale contro il Molassana ingaggiò l'allenatore Ferenc Molnár. L'andata disputata a Chiavari il 20 luglio fu vinta dal Molassana per 0-3 e fu seguita da incidenti; nel ritorno del 27 luglio il Molassana si impose 3-1 conquistando la promozione in Seconda Divisione.
Nelle stagioni 1924-1925 e 1925-1926 i neroscudati non superarono il proprio girone, terminandolo nella seconda occasione all'ultimo posto che avrebbe sancito la retrocessione in Quarta Divisione, scongiurata perché la Carta di Viareggio la soppresse. Troili lasciò la presidenza nel 1926, ed anche la stagione successiva venne conclusa dall'Entella senza superare il girone B.
In questo periodo il campo sportivo di corso Dante venne a più riprese ristrutturato e per le inaugurazioni ufficiali l'Entella invitò a disputare partite amichevoli le due squadre più titolate del tempo: il 24 maggio 1924 il Genoa otto volte Campione d'Italia e il 22 marzo 1925 la Pro Vercelli sette volte Campione d'Italia. In entrambi i casi gli ospiti vinsero 0-2. La squadra fece inoltre il suo esordio in Coppa Italia il 6 gennaio 1927 (Canottieri Lecco-Entella 6-0) e consolidò le rivalità locali con le altre squadre del Tigullio, incontrando per la prima volta in partite ufficiali Riva Trigoso e Sestri Levante e incrociando nuovamente Ruentes e Tigullio. 

### Il ritorno di Francesco Leonardi e i campionati nazionali (1927-1930)
Francesco Leonardi, il presidente del primo campionato ufficiale dell'Entella, assunse nuovamente la presidenza nel 1927, quando la squadra venne ripescata in Seconda Divisione per allargamento dei quadri. Il ritorno ad un campionato di livello nazionale (terzo livello assoluto) vide la squadra terminare il girone C al 10º e ultimo posto, pur evitando la retrocessione grazie ad un ripescaggio per ulteriore allargamento dei quadri. Nella stagione 1928-1929 i neroscudati ingaggiano un testa a testa con la Vogherese che vide prevalere la squadra lombarda e relegò l'Entella al secondo posto del girone A, mentre nella Seconda Divisione 1929-1930 - declassata a quarto livello assoluto - ottennero il terzo posto.
Al termine della stagione la Seconda Divisione passò sotto la competenza dei Direttori Regionali e la squadra concluse dunque il decennio abbandonando l'ambito nazionale; anche il presidente Leonardi lasciò il suo ruolo mentre diede un segno di continuità l'allenatore Giolitto Sanguineti, subentrato nel corso della stagione 1929-1930 a Gracco De Nardo. Sempre nel 1930, il giornalista Dario Costa - futuro presidente dell'Entella - coniò il soprannome "Diavoli neri" per i giocatori della squadra, ispirandosi alla rubrica L'araldica dei calci curata da Carlo Bergoglio per il Guerin Sportivo.

## Gli anni 1930 e 1940

### Il ciclo di Sanguineti e il primo campionato regionale vinto (1930-1934)
La Seconda Divisione, massimo campionato regionale in Liguria, fu strutturato nelle stagioni 1930-1931 e 1931-1932 come girone unico, con l'Entella che conquistò un 3º e un 5º posto. Nell'estate del 1932 la società, avente presidente l'ex giocatore Rino Brignole e supportata dall'amministrazione comunale, fece domanda di ripescaggio in Prima Divisione, ma il Direttorio Divisioni Superiori espresse parere negativo: i neroscudati presero dunque parte al loro terzo campionato regionale consecutivo, con una squadra che aveva nei suoi punti fermi l'allenatore Giolitto Sanguineti - alla quarta stagione in panchina - e la vena realizzativa della coppia Mario Bossarelli e Beppino Gatti. La Seconda Divisione 1932-1933 prevedeva una struttura a gironi e l'Entella fu inserita nel girone B, assieme tra le altre anche alla Tigullio che si ritirò dal campionato dopo i gravi incidenti della sfida interna persa 2-3 contro i chiavaresi il 20 novembre. I neroscudati vinsero il girone e si ripetereno nel girone A di semifinale, ottenendo così l'accesso alle finali nazionali per la promozione. Prima di queste disputarono la finale per il titolo di Campione ligure contro la Rivarolese, decaduta rispetto ai fasti del decennio precedente quando prese parte alla massima serie; la gara di andata fu giocata a Chiavari il 23 aprile e vinta 2-1 dai locali e il ritorno a Genova il 30 aprile terminò col medesimo punteggio in favore della Rivarolese. Si rese quindi necessaria una partita di spareggio, disputata il 7 maggio sul campo neutro dello Stadio Luigi Ferraris di Genova: la gara venne vinta dall'Entella per 4-2, laureatasi così Campione ligure di Seconda Divisione. Nelle successive finali per la promozione, i neroscudati vennero inseriti nel Girone F, composto in seguito ad alcune rinunce dalla sola Albingaunia; l'11 giugno l'Entella vinse l'andata 4-0, il ritorno fu appannaggio dell'Albingaunia per 3-1 ed anche in questo casò si disputò uno spareggio, nuovamente allo Stadio Luigi Ferraris, vinto dall'Entella 1-0 il 25 giugno. La squadra, dopo la conquista del suo primo campionato in 19 anni di storia e 13 stagioni disputate, tornò quindi anche a partecipare ad un campionato nazionale.
Il 1933, oltre alla partecipazione alla Prima Divisione - terzo livello assoluto del campionato italiano - portò anche un'altra novità: l'abbandono del campo di corso Dante, relativamente al quale erano in corso da circa due anni contenziosi con la proprietà, grazie alla predisposizione di un nuovo terreno di gioco provvisorio, adiacente a quello acquistato dall'amministrazione comunale per la costruzione di una nuova struttura. La Prima Divisione 1933-1934 vide un cambio di presidenza nel corso della stagione, con l'arrivo di Giovanni Dallorso - figlio del presidente del Banco di Chiavari Nicola Giuseppe Dallorso - e la fine del ciclo vincente di Giolitto Sanguineti in panchina, che lasciò l'incarico al termine della stagione, conclusa al 4º posto del girone E.

### Payer e la nascita della Serie C (1934-1937)

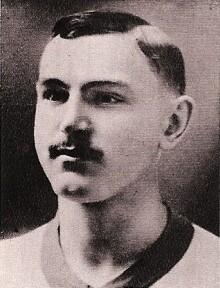
L'allenatore Imre Payer, sulla panchina dell'Entella per tre diverse stagioni negli anni 1930 e 1940.

Nella Prima Divisione 1934-1935 sedette sulla panchina dell'Entella Imre Payer, che negli anni 1920 aveva allenato in massima serie Venezia, Brescia, Andrea Doria e Atalanta; il 6º posto conquistato nel girone D permise l'accesso alla nascente Serie C. Nel corso della stagione venne anche inaugurato il Campo sportivo del Littorio, sede destinata a rimanere nel tempo, inoltre fu variata la denominazione del sodalizio, italianizzata in Associazione Calcio Entella.
Per la stagione 1935-1936, prima assoluta della Serie C, l'Entella fu allenata da un altro nome importante del calcio italiano: Ottavio Barbieri, da giocatore bandiera del Genoa. I neroscudati vennero inseriti nel girone C, che terminarono al 5º posto, mentre nella rifondata Coppa Italia si fermarono al secondo turno.
Prima dell'avvio della Serie C 1936-1937 Giovanni Dallorso lasciò la presidenza a Dario Costa; in panchina si assistette invece al ritorno di Imre Payer. La squadra poteva ancora contare sugli esperti Mario Bossarelli e Beppino Gatti, rispettivamente il secondo e il primo miglior marcatore della storia societaria, cui si era aggiunto il centravanti Fiore Cò - che in quella stagione fu capocannoniere del girone in campionato e giunse secondo nella classifica marcatori complessiva della Coppa Italia - mentre in mediana emergeva la figura di Giovanni Canale. La squadra ottenne il 6º posto nel girone C e raggiunse il terzo turno di Coppa Italia, venendo eliminata dal Pisa vincitore 6-2 nell'incontro del 24 dicembre. Il 10 dicembre l'Entella disputò inoltre a Rapallo una partita di allenamento persa 7-3 contro la Nazionale italiana Campione del mondo e Campione olimpica in carica, al termine della quale ricevette i complimenti del commissario tecnico Vittorio Pozzo.

### Giovanni Vittorio Marcone, Moracchioli e i primi problemi bellici (1937-1941)
Con l'arrivo di Giovanni Vittorio Marcone alla presidenza, nel 1937, iniziò per l'Entella una parabola discendente: se nella stagione 1937-1938 i neroscudati ottennero l'8º posto nel girone C, in quella successiva terminarono al 13° e penultimo posto il girone D, subendo la retrocessione in Prima Divisione. La squadra venne ripescata a completamento organici giungendo successivamente 11ª nel girone D della Serie C 1939-1940 e addirittura ritirandosi - per impossibilità di raccogliere per motivi bellici un numero sufficiente di giocatori per le partite - dal girone D della Serie C 1940-1941 durante il girone di ritorno.
In questi anni segnati dalle numerose crisi societarie dovute alle ristrettezze finanziarie ed allo scarso interesse della presidenza, l'Entella affidò la guida tecnica a persone di fiducia, come Giolitto Sanguineti - che fece il suo ritorno per un breve periodo nel 1938 - e Alfredo Moracchioli, un ex giocatore che venne chiamato a sedere sulla panchina dei neroscudati a intermittenza ed in quattro diverse stagioni.

### Dario e Guido Costa durante la seconda guerra mondiale (1941-1946)
Nel 1941 la seconda guerra mondiale era in pieno svolgimento e molte squadre calcistiche si trovarono in difficoltà: per questo motivo la Federazione Italiana Giuoco Calcio non escluse l'Entella dal campionato, ma si limitò ad annullare le partite disputate nel girone di ritorno. La squadra risultò dunque 13ª nel girone D della Serie C 1940-1941 e sarebbe dovuta retrocedere in Prima Divisione, ma come nel 1939 venne ripescata a completamento organici. Nella stagione 1941-1942 i neroscudati - allenati per un breve periodo da un Manlio Bacigalupo al crepuscolo della sua carriera da giocatore trascorsa in Serie A al Genoa e al Venezia - conclusero in 11ª posizione il girone D, mentre in quella successiva giunsero al 6º posto nel girone F con in panchina Renato Cattaneo, già allenatore della Sanremese e dell'Alessandria in Serie B e prima ancora bandiera della squadra piemontese come giocatore. Al termine della stagione l'Entella prese inoltre parte alla Coppa Aldo Fiorini, ma senza superare il primo turno.
Nel periodo bellico precedente l'interruzione dei campionati, i neroscudati ebbero l'onore di affrontare nuovamente in allenamento la Nazionale italiana, questa volta a Chiavari: il 16 aprile 1942 vinsero gli ospiti per 9-2 e l'attaccante del Torino Guglielmo Gabetto disputò l'incontro giocando con l'Entella. A campionati fermi, nel 1944, il presidente Guido Costa organizzò per il trentennale della società un torneo amichevole in memoria di Enrico Vassallo, tenente caduto in guerra, cui presero parte formazioni della provincia di Genova e che venne vinto dall'Entella. Il bombardamento subito da Chiavari e Lavagna il 12 maggio 1944 coinvolse anche il campo da gioco e l'attività dell'Entella venne sospesa.
Nel 1945 il campo da gioco - brevemente occupato dalle forze armate britanniche - venne risistemato e l'impianto ribattezzato Stadio comunale. Il presidente fu nuovamente Dario Costa, succeduto al fratello Guido, che iscrisse l'Entella alla Prima Divisione 1945-1946 - campionato regionale - date le difficoltà di collegamento che avrebbero reso complessa la partecipazione alla Serie C. In questo campionato i neroscudati ebbero l'opportunità di incontrare per la prima volta in una competizione ufficiale la Lavagnese, che in quella stagione utilizzò lo Stadio Comunale come terreno casalingo, e più in generale di rivivere le sentite sfide con le altre compagini della Riviera di Levante: il 9 dicembre al termine del derby del Tigullio disputato a Sestri Levante e vinto 1-2, venne assediato lo spogliatoio dell'Entella che lo abbandonò scortata dalla polizia. La squadra terminò al 7º posto il girone B e venne riammessa in Serie C quale effettiva categoria di merito. Da questa stagione la divisa neroscudata della squadra venne a più riprese criticata perché richiamava il colore politico associato al Partito Nazionale Fascista.

### Il reintegro in Serie C e il ritorno di Payer (1946-1948)

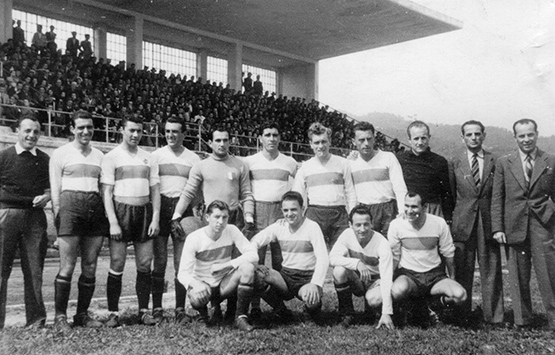
L'Entella 1946-1947, seconda nel proprio girone di Serie C, allo Stadio comunale.

Per la Serie C 1946-1947 l'Entella fu iscritta nel girone A della Lega Interregionale Nord in cui condusse un campionato di vertice, grazie anche all'attaccante Gino Becattini - veterano della squadra - e all'esperto mediano Gino Callegari, in precedenza in Serie A con le maglie di Roma, Sampierdarenese, Lucchese e Liguria, che era arrivato tra i neroscudati nel corso della precedente stagione nel doppio ruolo di allenatore e giocatore. La squadra, ora allenata da Giuseppe Rossetti, già commissario tecnico della Nazionale cilena e - da giocatore - Campione d'Italia con il Torino, disputò il 27 febbraio una partita di allenamento ospitando proprio la sua ex società, vincitrice dei tre precedenti scudetti e soprannominata in quegli anni Grande Torino. Nel mese di maggio l'Entella si trovò in testa al campionato ma alla terz'ultima giornata, quando era appaiata alla Sanremese, perse 2-1 sul campo della Lavagnese a causa di una doppietta dell'ex Beppino Gatti e non riuscì più a raggiungere l'avversaria classificandosi quindi seconda. A campionato concluso la Corniglianese denunciò alla Lega Interregionale Nord la corruzione di un proprio tesserato da parte della Sanremese; la Lega assolse la società matuziana per mancanza di prove ed il successivo ricorso in appello promosso da Corniglianese ed Entella venne respinto. In virtù del proprio piazzamento la Sanremese prese parte alle Finali di Lega, senza ottenere la promozione in Serie B.
La stagione successiva segnò il ritorno dell'allenatore Imre Payer, per la terza volta sulla panchina dell'Entella ad oltre dieci anni dalla precedente esperienza, avvenuta sempre in Serie C. I neroscudati terminarono il girone B cui erano iscritti al 12º posto, venendo retrocessi in Prima Divisione, ma in seguito al Caso Napoli furono inquadrati in Promozione, nuova categoria di quarto livello assoluto e gestita su base nazionale.

### I campionati in Promozione (1948-1950)
Nella stagione 1948-1949 l'Entella si trovò ad affrontare difficoltà economiche causate dal passivo della precedente gestione e concluse il girone A al 12º posto, evitando per un punto la retrocessione. In quella successiva assunse la presidenza il facoltoso commerciante del settore tessile Giuseppe Speciale e la squadra concluse il girone F al 9º posto.

## Gli anni 1950

### La Promozione regionale (1950-1954)

#### Genta e il declassamento del campionato (1950-1952)
Per la Promozione 1950-1951 venne inserito nella rosa dell'Entella un giocatore di grande esperienza quale Mario Genta, già Campione del mondo nel 1938, che assunse il doppio ruolo di giocatore e allenatore. Il girone F fu dominato dalla Rivarolese - promossa in Serie C - con i neroscudati che giunsero al secondo posto. Nell'estate del 1951 il Lodo Barassi riformò il quarto livello del calcio italiano, prevedendo l'ammissione alla nascente IV Serie solo per le prime cinque classificate di ogni girone al termine del campionato 1951-1952. L'Entella partì con i favori del pronostico, ma terminò il girone F all'8º posto rimanendo così in Promozione, ora declassata a campionato regionale. Escludendo le particolari circostanze del primo campionato post-bellico, la squadra tornava nell'ambito ligure per la prima volta dal 1933: come conseguenza di questo risultato negativo il presidente Speciale lasciò l'incarico.
Relativamente al settore giovanile, sia nella stagione 1950-1951, sia in quella 1951-1952, l'Entella vinse le eliminatorie regionali del Campionato Ragazzi, prendendo parte alle finali nazionali.

#### Antonio Solari commissario straordinario (1952-1954)
Nell'estate del 1952 assunse l'incarico di commissario straordinario Antonio Solari, che rimase al vertice della squadra - prima come presidente e poi nuovamente come commissario straordinario - fino al 1954 ottenendo la fama di risolutore delle situazioni difficili. A livello sportivo l'Entella terminò al 5º posto il girone B della Promozione 1952-1953 ed al 12º posto il girone B la stagione successiva, con Andrea Verrina in qualità di giocatore e allenatore.

### Attilio Sanguineti e il secondo campionato regionale vinto (1954-1957)
Nell'estate del 1954 Attilio Sanguineti, medico, divenne presidente dell'Entella e nella prima stagione sotto la sua guida la squadra ottenere il secondo posto nel girone B. Nella successiva Promozione 1955-1956, segnata dal ritorno di Andrea Verrina come giocatore e allenatore, i neroscudati riuscirono a vincere il girone B, conquistando dopo quattro stagioni consecutive nel massimo campionato regionale la promozione in IV Serie. La vittoria decisiva arrivò il 10 giugno all'ultima giornata, 0-3 sul campo del Calciatori Prè: ad accogliere la squadra al rientro a Chiavari vi furono circa duemila persone in un clima di grande festa. Il 17 e il 24 giugno l'Entella disputò lo scontro di andata e ritorno con la Sestrese prima classificata nel girone A, vincendo a Chiavari 2-0 e pareggiando a Genova 2-2, conquistando così il titolo di Campione ligure di Promozione. Fu questo il secondo trofeo in assoluto conquistato dal sodalizio, a 42 anni dalla fondazione e 23 dalla precedente affermazione, avvenuta nel 1933 sempre nel massimo campionato regionale.
L'Entella fece il suo ritorno in ambito nazionale nella IV Serie 1956-1957, stagione in cui la Lega Nazionale IV Serie pianificò una suddivisione di questo campionato: solo le prime sei squadre di ogni girone sarebbero state inquadrate al livello più alto per l'annata sportiva successiva. I neroscudati allenati da Pietro Pastorino terminarono il girone A al 9º posto, venendo quindi relegati al livello inferiore. Il presidente della rinascita, Attilio Sanguineti, lasciò la società al termine della stagione.

### I campionati vinti in Interregionale e Serie D (1957-1960)

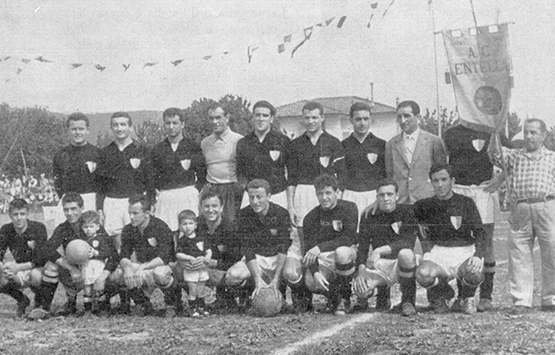
5 giugno 1960, festa per la promozione in Serie C in occasione dell'ultima giornata di campionato: Entella-Cenisia 4-1.

Per il Campionato Interregionale 1957-1958, nuova denominazione assunta dal quarto livello del calcio italiano, l'Entella venne inserita nel girone A di Seconda Categoria, che metteva in palio il passaggio alla Prima Categoria - sempre facente parte del medesimo Campionato Interregionale - per la vincente del girone. I neroscudati ebbero come nuovo presidente Luigi Livellara, commendatore, mantennero in carica l'allenatore Pietro Pastorino e condussero un campionato di vertice fin dalle prime giornate, disputando inoltre il 22 dicembre il secondo turno della Coppa Ottorino Mattei, competizione dalla quale vennero eliminati per mano del Rapallo vincente a Chiavari 0-2. Nel corso della stagione emerse la volontà della Lega di ammettere in Serie C alcune delle prime classificate dei gironi di Seconda Categoria, selezionandole con criteri prioritariamente economici e infrastrutturali. L'Entella vinse il girone A a Chiavari il 18 maggio, superando nell'ultima giornata 5-1 l'Ivrea. Si trattò per la società della prima vittoria di un campionato estraneo all'ambito regionale, che venne celebrata dai tifosi e dall'amministrazione comunale, ma non comportò l'ammissione alla Serie C: le importanti garanzie economiche richieste non permisero infatti alla squadra di rientrare tra quelle selezionabili. 
Il Campionato Interregionale 1958-1959 abbandonò la suddivisione a due categorie e l'Entella vi prese parte nel girone A. In panchina sedette - alla sua terza esperienza tra i neroscudati - Andrea Verrina, sostituito nel corso della stagione da Mario Genta, che era già stato allenatore della squadra: entrambi avevano inoltre in passato indossato la maglia neroscudata come giocatori. Il campionato fu costellato da partite accese e incidenti, come negli incontri del 1 novembre col Savona, del 14 dicembre con la Sammargheritese e dell'8 febbraio col Rapallo. L'Entella terminò il girone al secondo posto alle spalle del Savona e presentò domanda di ripescaggio in Serie C, ma le vennero preferite altre squadre.
Nel 1959 nacque la Serie D e - come già avvenuto nel 1935 per la Serie C - l'Entella partecipò alla stagione inaugurale. La squadra, guidata dall'allenatore Carlo Scarpato ed inserita nel girone A, avviò un testa a testa per il primato con il Derthona, proseguito per tutta la stagione. I neroscudati vinsero il campionato il 29 maggio a Santa Margherita Ligure in un clima di grande ostilità, pareggiando 1-1 l'incontro della penultima giornata con la Sammargheritese. La domenica successiva, 5 giugno, batterono il Cenisia per 4-1 sul campo di casa festeggiando il ritorno in Serie C dopo 12 anni di assenza. Si concluse così un decennio segnato dalla discesa al livello regionale ma anche dalla vittoria di tre campionati: uno dei giocatori maggiormente rappresentativi del periodo fu Antonio Cavina, mentre contribuì in modo decisivo alla promozione in Serie C l'attaccante Giovan Battista Giacometti, che con 22 gol fu anche capocannoniere del girone nella stagione 1959-1960.

## Gli anni 1960 e 1970

Ermes Nadalin, nella rosa dell'Entella dal 1959 al 1973 per un totale di 388 presenze.

### I comitati di reggenza tra Serie C e Serie D (1960-1963)
La Serie C abbandonata dall'Entella nel 1948 contava 288 squadre iscritte, suddivise in 18 gironi che superavano di poco l'ambito regionale. La Serie C 1960-1961 fu invece composta da 54 compagini ed il girone A in cui vennero inseriti i neroscudati ricomprese quasi tutta l'Italia settentrionale, includendo avversarie quali il Legnano e il Modena che nel dopoguerra avevano disputato alcune stagioni in Serie A. Fu in questo contesto che la squadra, priva di presidente e dunque affidata ad un comitato di reggenza per la seconda stagione consecutiva, condusse un campionato di bassa classifica. Nel corso della stagione Carlo Scarpato fu sostituito in panchina da Frank Pedersen - già allenatore dell'Inter - e la sconfitta subita il 4 giugno per 1-0 a Modena all'ultima giornata condannò l'Entella alla retrocessione.
In Serie D 1961-1962 i neroscudati partirono da favoriti ma terminarono il girone A al secondo posto, inseguendo senza successo la capolista Rapallo per tutta la stagione. Al termine del campionato sia l'allenatore Giovanni Ballico sia il portiere Rosario Di Vincenzo si trasferirono in Serie A, rispettivamente al Palermo e all'Inter. Nella stagione 1962-1963 l'Entella - nuovamente gestita da un comitato di reggenza e allenata da Ubaldo Narducci - concluse al 4º posto il girone A.

### Il ritorno di Antonio Solari e la Serie C (1963-1972)

#### La vittoria della Serie D e la permanenza nel girone A di Serie C (1963-1968)
Nell'estate del 1963 la società, ormai senza un presidente stabile dal 1959, entrò in crisi dirigenziale e venne nuovamente nominato commissario straordinario Antonio Solari, che aveva già ricoperto questo ruolo tra il 1952 e il 1954; anche ad allenare la squadra ritornò una persona che aveva una precedente esperienza con l'Entella: Pietro Pastorino, vincitore del Campionato Interregionale 1957-1958. Venne inoltre presa la decisione di tornare ad adottare i colori sociali biancocelesti originari, deputando al ruolo di seconda maglia quella neroscudata. La squadra si presentò alla partenza della stagione inserita nel girone A, cui prese parte senza essere annoverata tra le favorite. I biancocelesti disputarono invece un campionato di vertice contendendosi il primo posto con Imperia, Massese e Spezia e - dopo la sostituzione di Pietro Pastorino con Luigi Rosellini - conquistando la vittoria del girone con conseguente promozione in Serie C all'ultima giornata, disputata il 24 maggio in casa contro il Viareggio e vinta 2-0.
Compiuti a marzo 1964 i cinquant'anni di attività, nello stesso mese di maggio in cui otteneva inaspettatamente il ritorno in Serie C, l'Entella aveva organizzato i festeggiamenti per l'anniversario. Tra le iniziative, l'ex presidente Dario Costa pubblicò il libro Entella 50: Numero unico per la celebrazione del cinquantenario della Società, che racchiudeva l'intera storia del sodalizio. In cinque decenni i biancocelesti avevano quindi conquistato due massimi campionati regionali e tre campionati nazionali; tra i giocatori più rappresentativi dell'affermazione in Serie D vi furono Basilio Parodi e Giorgio Piazza, entrambi in forza alla squadra già dal decennio precedente.
Nelle quattro stagioni successive l'Entella prese parte alla Serie C venendo iscritta nel girone A. Nei campionati 1964-1965 e 1967-1968 ottenne il nono posto, sotto la guida rispettivamente di Gipo Poggi e Mario Genta, chiamato alla sua terza esperienza con i biancocelesti in corso di stagione, in sostituzione di Sergio Vergazzola. Nelle stagioni 1965-1966 e 1966-1967 il raggiungimento della salvezza fu invece più difficoltoso, giungendo 13ª e 15ª con gli allenatori Paolo Todeschini - subentrato a Gipo Poggi - e Manlio Bacigalupo, di ritorno all'Entella dopo la breve parentesi degli anni 1940. Proprio con lui in panchina, il 28 maggio 1967, per l'ultima giornata i biancocelesti ospitarono la capolista Monza, che in caso di vittoria avrebbe mantenuto il primo posto e la promozione in Serie B; gli ospiti invece non andarono oltre il pareggio 2-2, ottenuto segnando negli ultimi minuti di gioco e garantendosi così l'accesso al vittorioso spareggio con il Como. Nella rosa della stagione 1964-1965 che venne soprannominata Grande Entella ed in quelle degli anni seguenti militarono diversi giocatori che successivamente raggiunsero la Serie A, quali Giorgio Costantini, Francesco Gallina, Giuliano Taccola, Franco Vannini e Gaspare Umile.

#### La permanenza nel girone B di Serie C e il "campionatissimo" (1968-1972)

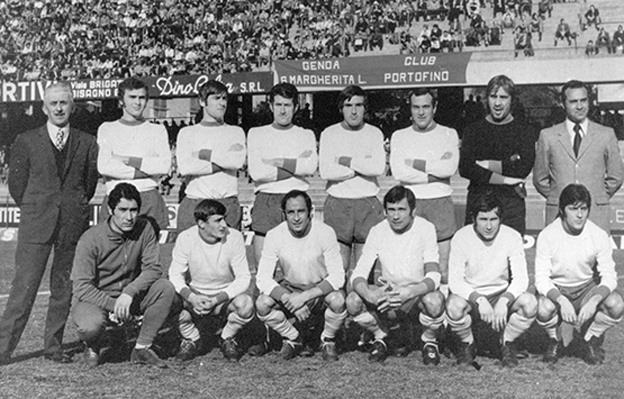
7 febbraio 1971, Stadio Luigi Ferraris: in Serie C -Entella Chiavari 1-0.

Dalla stagione 1968-1969 l'Entella venne iscritta nel girone B della Serie C, composto principalmente da squadre dell'Italia centrale. Nel primo di questi campionati ed in quello successivo ottenne il 15º posto, allenata prima da Mario Genta e poi da Guido Capello e Giuseppe Baldini, da giocatore recordman del derby della Lanterna e già allenatore della Sampdoria in Serie A. Nel 1970 la società cambiò inoltre la denominazione, aggiungendovi un riferimento alla sede: divenne dunque Associazione Calcio Entella Chiavari.
La Serie C 1970-1971 venne ribattezzata dagli appassionati liguri "Campionatissimo" per la presenza di ben cinque squadre regionali: oltre all'Entella Chiavari, erano il Genoa retrocesso per la prima volta in Serie C, l'Imperia, il Savona e lo Spezia. I biancocelesti sfidarono per la prima volta il Genoa in una partita ufficiale il 20 settembre, perdendo 0-2 allo stadio Comunale davanti a 6 000 tifosi, mentre il 7 febbraio fecero il loro ritorno allo stadio Luigi Ferraris 38 anni dopo gli spareggi giocati con Rivarolese e Albingaunia. In quella che venne considerata una delle partite più importanti nella storia della squadra, l'Entella Chiavari perse 1-0 per un gol segnato dal Genoa nei minuti finali. Il 4 aprile i biancocelesti - sulla cui panchina fece il suo ritorno Paolo Todeschini in sostituzione di Mauro Mari - batterono in casa 1-0 la SPAL, squadra fino a tre stagioni prima in Serie A, davanti a numerosi sostenitori genoani recatisi a Chiavari. Come avvenuto nella stagione precedente, la sconfitta della SPAL in casa dei biancocelesti si rivelò decisiva per il piazzamento finale della squadra avversaria, che in entrambi i campionati giunse seconda e staccata di due punti rispettivamente da Massese e Genoa, mancando la promozione in Serie B.
La stagione 1971-1972 segnò la fine di un ciclo: terminata con l'ultimo posto e la conseguente retrocessione, vide l'addio del commissario straordinario Antonio Solari, alla guida della società per 12 stagioni, incluse le ultime 9 consecutive. Abbandonarono definitivamente l'Entella Chiavari gli allenatori Paolo Todeschini e Manlio Bacigalupo, il secondo alla sua terza esperienza con i biancocelesti e chiamato durante la stagione in sostituzione del primo. Anche i giocatori che avevano costituito l'ossatura della rosa, tra i quali Mario Delle Piane, Alessandro Giordan e Ermes Nadalin - primatista assoluto di presenze - avevano lasciato la squadra o lo fecero nelle stagioni immediatamente successive.

### Vittorio Chiesa e la Serie D (1972-1977)
Al ritorno in Serie D dopo otto anni, per la stagione 1972-1973 l'Entella Chiavari venne inserita nel girone E, che concluse al 10º posto col ritorno in panchina - per un breve periodo - di Giuseppe Baldini. Un altro ritorno avvenne nella stagione seguente per la quarta e ultima parentesi del Campione del mondo Mario Genta come allenatore della squadra, che terminò con il 9º posto nel girone A. Successivamente alle brevi esperienze in panchina degli ex giocatori Giorgio Piazza e Ermes Nadalin, l'attaccante Adelio Colombo assunse il ruolo di allenatore e giocatore, ottenendo il 5º posto nel girone A della Serie D 1974-1975.
Nel 1975 assunse la presidenza l'imprenditore di cantieristica navale Vittorio Chiesa, che dopo una prima stagione terminata al 12º posto nel girone A - con in panchina Adriano Bassetto da giocatore compagno di reparto di Giuseppe Baldini nell'"attacco atomico" della Sampdoria - fu il primo presidente a riuscire a dare continuità al suo mandato sin dal 1959. Organizzò una rosa esperta con giocatori quali Gianni Comini, Ermanno Cristin e Giorgio Favara - quest'ultimo già in squadra da due stagioni - guidata dall'allenatore Bruno Baveni, da giocatore Campione d'Italia e d'Europa con il Milan. In estate venne organizzata un'amichevole con l'Inter, terminata 0-4 il 14 agosto allo stadio Comunale davanti a 6 000 spettatori, preambolo alla Serie D 1976-1977 terminata al 6º posto nel girone A.

### La retrocessione in Promozione regionale (1977-1980)
Nel 1977 Vittorio Chiesa lasciò la squadra come fece anche l'allenatore Bruno Baveni: i risultati sportivi ne risentirono e l'Entella Chiavari terminò al 12º posto il girone A della Serie D 1977-1978, a grande distanza dalle prime quattro che ottennero l'accesso alla nascente Serie C2. Nella stagione successiva in una Serie D divenuta quinto livello assoluto, i biancocelesti subirono una serie di risultati negativi nel girone di ritorno, giungendo all'ultima giornata - disputata il 27 maggio in trasferta contro l'Ivrea - ancora in lotta per la salvezza. Contro i padroni di casa già certi della retrocessione sarebbe bastato un punto, ma la sconfitta 3-1 maturata nel secondo tempo unita alla contemporanea débâcle interna del Sestri Levante contro l'Abbiategrasso appaiò in classifica sei squadre con lo stesso punteggio: Abbiategrasso, Aosta, Asti, Entella Chiavari, Sestri Levante e Solbiatese. Tra queste retrocedette l'Entella Chiavari per la peggior differenza reti ed il presidente del Sestri Levante dichiarò che non vi era stata alcuna premeditazione nella sconfitta interna, e che alla vigilia dell'ultima giornata non era ipotizzabile la situazione di classifica poi creatasi. Lungo tutto il decennio Entella Chiavari e Sestri Levante avevano ripreso a disputare il derby del Tigullio, in precedenza mai tenutosi per così tante stagioni consecutive a livello di campionati nazionali: furono gli anni in cui anche le differenze sociali ed ideologiche tra le due città si fecero più marcate, rendendo la partita particolarmente ricca di significato per società e tifosi.
Nella stagione 1979-1980 l'Entella Chiavari si trovò nuovamente a disputare il massimo campionato regionale, a 23 anni di distanza dall'ultima occasione. Vittorio Chiesa tornò nel ruolo di presidente e la squadra prese parte per la prima volta alla Coppa Italia Dilettanti, venendo eliminata il 19 settembre nel secondo turno dal Levante C ai tiri di rigore. In campionato terminò al 7º posto il girone B in cui era stata iscritta.

## Gli anni 1980 e 1990

### Vittorio Chiesa, il ritorno in Serie D e la fusione col Bacezza (1980-1983)
La Promozione 1980-1981 vide la disputa della prima stracittadina di Chiavari in un campionato ufficiale, tenutasi contro una giovane società neopromossa che traeva il nome da una località cittadina: il 26 ottobre Bacezza-Entella Chiavari 0-2. L'Entella Chiavari concluse il girone B al 5º posto, venendo successivamente ripescata nel Campionato Interregionale per allargamento dei quadri: il passaggio di competenza del quinto livello del calcio italiano alla Lega Nazionale Dilettanti - oltre a modificare la denominazione della precedente Serie D - comportò infatti anche un aumento delle squadre partecipanti. Nel 1981 la società ricevette dal Comitato olimpico nazionale italiano la Stella di bronzo al merito sportivo e concluse il girone E del Campionato Interregionale 1981-1982 al 4º posto.
Nel 1982 il presidente Vittorio Chiesa annunciò di voler cedere la squadra: si fece avanti Sergio Barbieri - proprietario di un panificio e presidente del Bacezza - e ne nacque una fusione. I due imprenditori si accordarono per alternarsi annualmente alla guida della nuova società, che assunse il nome Associazione Calcio Entella Bacezza. Per la stagione 1982-1983 l'Entella Bacezza fu allenata da Gian Piero Ventura è schierò tra gli altri un esperto attaccante con all'attivo 41 reti in Serie A: Nello Saltutti. In campionato la squadra concluse al 4º posto il girone E, mentre in Coppa Italia Dilettanti raggiunse gli ottavi di finale, venendo eliminata dalla Lodigiani - poi vincitrice della competizione - in seguito ad un doppio pareggio: 0-0 a Roma il 9 marzo, 1-1 nel ritorno di Chiavari il 23 marzo.

### Sergio Barbieri, Ventura e Baveni: la vittoria dell'Interregionale e la Serie C2 (1983-1989)

12 maggio 1985, festa per la promozione in Serie C2 in occasione della penultima giornata di campionato: Entella Bacezza- 1-1.

Nel 1983 subentrò alla presidenza Sergio Barbieri, come già stabilito l'anno precedente al momento della fusione tra Entella Chiavari e Bacezza. La squadra ottenne il 5º posto nel girone E del Campionato Interregionale e raggiunse il quarto turno della Coppa Italia Dilettanti, venendo eliminata dal Leffe perdendo 2-1 l'andata l'8 dicembre e pareggiando 0-0 il ritorno di Chiavari il 21 dicembre. Dalla stagione 1984-1985 non avvenne più l'alternanza dei presidenti e vi fu il ritorno dell'allenatore Gian Piero Ventura. L'Entella Bacezza mantenne la vetta del girone E per quasi tutto il campionato, potendo festeggiare la vittoria con promozione in Serie C2 sul terreno di casa il 12 maggio: Entella Bacezza-Cecina 1-1; il capocannoniere del girone fu - con 13 reti segnate - Maurizio Antonucci, confermatosi successivamente come giocatore più prolifico della squadra anche nella categoria superiore. A 71 anni dalla fondazione e a 21 dalla precedente affermazione i biancocelesti conquistarono dunque il quarto campionato di livello nazionale, da aggiungere ai due regionali ottenuti in precedenza. Nel 1985 l'artista Raimondo Veronese compose la canzone Inno all'Entella, che venne successivamente utilizzata come inno ufficiale dell'Entella Bacezza.
L'esordio in Serie C2 fu anticipato dalla prima partecipazione alla Coppa Italia Serie C, in cui la squadra non superò la fase a gironi. In campionato venne inserita nel girone A, nel quale nonostante il modesto budget a disposizione riuscì a disputare un torneo di vertice, entrando tra le squadre in lizza per la promozione dopo la vittoria 2-0 in casa contro la capolista Lucchese ottenuta il 9 marzo ma terminando al 5º posto in classifica. A poche settimane dall'avvio della Serie C2 1986-1987 l'allenatore Gian Piero Ventura lasciò la squadra trasferendosi allo Spezia neopromosso in Serie C1 assieme al principale sponsor societario ed alcuni giocatori, incluso Luciano Spalletti. Quando le due squadre si incontrarono a Chiavari in Coppa Italia Serie C il 3 settembre per l'incontro terminato 1-0, i tifosi locali insultarono l'ex allenatore, facendolo anche oggetto di lancio di monete. Venne chiamato a sostituirlo in panchina Bruno Baveni - già allenatore della squadra dieci anni prima - e per la seconda stagione consecutiva l'Entella Bacezza fu tra le compagini in lotta per il vertice del girone A. Le due sconfitte patite nel mese di maggio con le avversarie dirette Torres - 1-0 il 3 maggio a Sassari - e Novara - 0-2 il 17 maggio in casa - le preclusero la promozione e concluse il campionato al 5º posto.
Nella Serie C2 1987-1988 l'Entella Bacezza venne inserita nel girone A e condusse un campionato di bassa classifica, ottenendo la salvezza il 29 maggio alla penultima giornata battendo 1-0 a Chiavari la Saviglianese. Il presidente Sergio Barbieri comunicò di voler cedere la società ma le trattative avviate non andarono in porto e maturò conseguentemente la decisione di non iscrivere la squadra alla successiva Serie C2. Tutti i giocatori furono dichiarati liberi, inclusi il portiere Enzo Biato e il capitano Alberto Mariani - il più presente in Serie C2 - mentre il settore giovanile venne scisso in una società dedicata denominata Associazione Calcio Entella Settore Giovanile e Scolastico. Avendo comunicato con anticipo la rinuncia all'iscrizione, l'Entella Bacezza fu iscritta nella categoria immediatamente inferiore - il Campionato Interregionale - in cui terminò all'ultimo posto il girone A con conseguente retrocessione in Promozione. Nel 1989 il giornalista sportivo Giorgio Sivori completò la redazione di un resoconto delle stagioni dei biancocelesti dal 1964 al 1989, ma il suo manoscritto non venne mai pubblicato.

### La lunga permanenza nei campionati regionali (1989-1996)

#### Fabio Andreozzi e la nascita dell'Eccellenza (1989-1992)
Dal 1989 assunse la carica di presidente Fabio Andreozzi, con cui l'Entella Bacezza ottenne il 9º posto nel girone B della Promozione 1989-1990 ed il 7º nel girone B della Promozione 1990-1991, piazzamento che le valse l'ammissione alla nascente Eccellenza. Nel nuovo massimo campionato regionale subentrò in panchina Fabrizio Gorin - da giocatore bandiera del Genoa - che condusse la squadra all'8º posto. Si trattò di stagioni caratterizzate dalla scarsa affluenza di pubblico e dal contenzioso tra la società e il comune riguardo all'utilizzo dello stadio comunale.

#### La terza volta di Vittorio Chiesa (1992-1996)
Nel corso della stagione 1992-1993 fece il suo ritorno alla presidenza Vittorio Chiesa dopo le due parentesi degli anni 1970 e 1980. Con la squadra in lotta per non retrocedere arrivò inoltre in panchina Adelio Colombo - anche lui di ritorno dopo le stagioni da giocatore e allenatore - che conquistò la salvezza ottenendo il 13º posto finale. Nel 1993 la società assunse nuovamente la precedente denominazione Associazione Calcio Entella Chiavari. L'Eccellenza 1993-1994 venne avviata con Fulvio Bonomi allenatore e giocatore, poi sostituito da Bruno Baveni, alla terza esperienza sulla panchina biancoceleste in cui ottenne il 6º posto in campionato.
Nel 1994 divenne presidente Antonio Bonino, già dirigente del settore giovanile distaccatosi nel 1988, avvenimento che rasserenò i rapporti tra le due realtà societarie divenuti difficoltosi negli anni precedenti. In quella stagione l'Entella Chiavari giunse 8ª in campionato e perse la finale della fase regionale di Coppa Italia Dilettanti - che dal 1991 aveva assunto una nuova formula - contro il Ceparana pareggiando 1-1 a Chiavari il 5 gennaio e perdendo 1-0 il ritorno il 18 gennaio. Nell'Eccellenza 1995-1996 i biancocelesti conclusero il campionato al 5º posto.

### I due campionati di Eccellenza vinti (1996-2000)

#### Colombo e il Campionato Nazionale Dilettanti (1996-1998)
Per l'Eccellenza 1996-1997 Adelio Colombo sedette una terza volta sulla panchina biancoceleste, conquistando il campionato dopo una lunga lotta per la vetta con la Cairese: la promozione giunse alla penultima giornata con la vittoria ottenuta il 1º maggio per 0-3 sul campo della Sammargheritese. La società abbandono così i campionati regionali dopo otto stagioni, la più lunga permanenza consecutiva nell'ambito ligure della sua storia. Si trattò inoltre del terzo massimo campionato regionale vinto, dopo quelli conquistati nel 1933 e nel 1956. Il ritorno ad un campionato di livello nazionale avvenne nel Campionato Nazionale Dilettanti 1997-1998 - nuova denominazione del precedente Campionato Interregionale - in cui i risultati negativi della squadra portarono all'esonero dell'allenatore, sostituito da un altro ex giocatore dell'Entella Chiavari, Gianni Comini, strettamente legato alla società che gestiva il settore giovanile. I biancocelesti terminarono il girone A con la retrocessione, maturata il 26 aprile alla penultima giornata per la sconfitta interna 0-1 contro la Virtus Pavullese.

#### Casaretto e la Serie D (1998-2000)

Serie D 1999-2000: presentazione della squadra al Caffè Defilla.

Nel 1998 fece il suo ritorno l'allenatore Bruno Baveni, alla quarta ed ultima parentesi sulla panchina dell'Entella Chiavari. La squadra fu costantemente in testa al campionato per tutta la stagione, ma il neo presidente Ricardo Omar Ciancilla, imprenditore nell'ambito del commercio estero e dell'antiquariato, operò un cambio della guida tecnica, optando per Giovannino Casaretto. Il 25 aprile, con la vittoria casalinga valevole per la penultima giornata ottenuta per 2-0 contro l'Angelo Baiardo, l'Entella Chiavari vinse - a distanza di due anni - il suo secondo campionato di Eccellenza Liguria. Il presidente - proveniente dall'Argentina - puntò sull'inserimento in rosa di giocatori aventi la sua stessa origine, con il dichiarato obiettivo di raggiungere nuovamente le serie professionistiche.
Nell'estate del 1999 l'Entella Chiavari fece il suo esordio in Coppa Italia Serie D, venendo eliminata ai rigori dalla Sestrese al termine del doppio confronto del 22 e 29 agosto. Quella stagione di Serie D - tornata alla denominazione degli anni 1960 - fu caratterizzata dall'alternanza tra i biancocelesti di quattro allenatori, tra cui Claudio Vinazzani, e dalla lotta per la salvezza nel girone A. All'ultima giornata, disputata il 21 maggio in trasferta contro il Verbania già salvo, la squadra venne sconfitta 4-2 e retrocedette nuovamente in Eccellenza.

## Gli anni 2000

### La Coppa Italia Dilettanti e la revoca dell'affiliazione (2000-2002)
Per l'Eccellenza 2000-2001 i biancocelesti furono allenati - per la seconda volta nella loro storia - da un Campione del mondo: dopo Mario Genta, toccò a Pedro Pasculli, che aveva vinto la manifestazione nel 1986 da giocatore della Nazionale argentina. L'Entella Chiavari concluse il campionato al 4º posto, mentre conquistò la fase regionale della Coppa Italia Dilettanti nella doppia finale con il Vado: al 2-2 del 31 gennaio in trasferta, fece seguito il pareggio 1-1 a Chiavari il 14 febbraio. La conquista del trofeo permise la partecipazione alla fase nazionale, in cui la squadra non andò oltre i gironi eliminatori.
La stagione fu principalmente segnata da una forte crisi societaria, durante la quale la presidenza fu più volte vicina alla cessione della squadra, senza che ciò avvenisse. In un contesto di progressivo allontanamento da parte della dirigenza, alla scadenza del 14 luglio 2001 non venne presentata regolare iscrizione all'Eccellenza Liguria ed un successivo ricorso alla Lega Nazionale Dilettanti non venne accolto. La Federazione Italiana Giuoco Calcio revocò quindi l'affiliazione dell'Entella Chiavari dopo 87 anni di storia, quattro vittorie in campionati di livello nazionale, altrettanti in campionati di livello regionale ed una coppa regionale. Per la stagione 2001-2002 proseguì la sua attività - limitata ai campionati giovanili - l'Associazione Calcio Entella Settore Giovanile e Scolastico.

### Silvio Vallarino e la complessa rinascita (2002-2007)

#### Valle Sturla Entella e Chiavari VL (2002-2005)
Il 22 marzo 2002 l'Entella S.G.S strinse un accordo di collaborazione con il Valle Sturla, società della vicina Borzonasca militante in Promozione, in virtù del quale la squadra del presidente Silvio Vallarino trasferì in estate la sua sede sociale a Chiavari e adottò come campo per le gare interne lo Stadio comunale. Il sodalizio assunse la denominazione Unione Sportiva Valle Sturla Entella e i colori sociali neroverdi ereditati dal Valle Sturla. Per il campionato 2002-2003 la squadra venne inserita nel girone B della Promozione Liguria, in cui disputò anche due stracittadine contro la Caperanese - società attiva da tre decenni - e la realtà emergente Chiavari Lames. Il Valle Sturla Entella allenato da Giovannino Casaretto fu per parte della stagione in vetta al campionato, terminandolo in seconda posizione alle spalle del Chiavari Lames. Allo spareggio contro la seconda classificata del girone A - disputato l'11 maggio sul neutro di Bogliasco contro la Polis Genova - fu sconfitta per 4-2 ai tiri di rigore ma ottenne comunque la promozione in Eccellenza, grazie all'assenza di squadre liguri contemporaneamente retrocesse dalla Serie D.
Il 21 giugno 2003 il Valle Sturla Entella si fuse con il Chiavari Lames adottando i colori biancocelesti e la denominazione Associazione Calcio Chiavari VL, suscitando alcune polemiche per la scomparsa del nome "Entella" e per l'interruzione della collaborazione con l'Entella S.G.S.. La squadra partecipò all'Eccellenza 2003-2004 giungendo seconda, allenata inizialmente da Adelio Colombo - alla quarta ed ultima parentesi sulla panchina biancoceleste - poi sostituito dal ritorno di Giovannino Casaretto, richiamato a più riprese anche nelle stagioni successive. Il piazzamento permise l'accesso ai play-off nazionali, in cui il Chiavari VL fu eliminato al primo turno dal Chiari, subendo una doppia sconfitta 4-1 in trasferta il 23 maggio e 1-2 in casa il 30 maggio. La stagione successiva la società terminò il campionato al 7º posto, raggiungendo la finale della fase regionale di Coppa Italia Dilettanti, persa 0-2 il 6 gennaio a Santa Margherita Ligure contro la Sestrese.

#### Il ritorno di nome e simboli (2005-2007)
Nell'estate del 2005 la richiesta di variare il nome della società in "Nuova Entella", inviata alla Federazione Italiana Giuoco Calcio, venne respinta. La Federazione accettò una seconda richiesta inviata e l'8 settembre ufficializzò la nuova denominazione Associazione Calcio Dilettantistica Virtus Entella. Contestualmente venne introdotto un nuovo stemma costituito da uno scudo biancoceleste - simile a quello originario - con in primo piano un diavolo nero, richiamo al soprannome dei giocatori della squadra.
Nell'Eccellenza 2005-2006 la Virtus Entella si classificò al 6º posto, raggiungendo per la seconda stagione consecutiva la finale della fase regionale di Coppa Italia Dilettanti, persa 1-0 il 15 febbraio a Cogoleto contro l'Imperia, durante la quale si registrarono anche alcuni incidenti tra i tifosi. La stagione successiva i biancocelesti raggiunsero il secondo posto e vennero eliminati al primo turno dei play-off nazionali dall'Asolo Fonte, pareggiando 0-0 il 27 maggio a Chiavari e perdendo 2-1 il 3 giugno ad Asolo. Il 31 agosto il presidente Silvio Vallarino, in carica quasi ininterrottamente dal 2002, lasciò improvvisamente la società.

### Antonio Gozzi, la terza affermazione in Eccellenza regionale e il ritorno tra i professionisti (2007-2010)

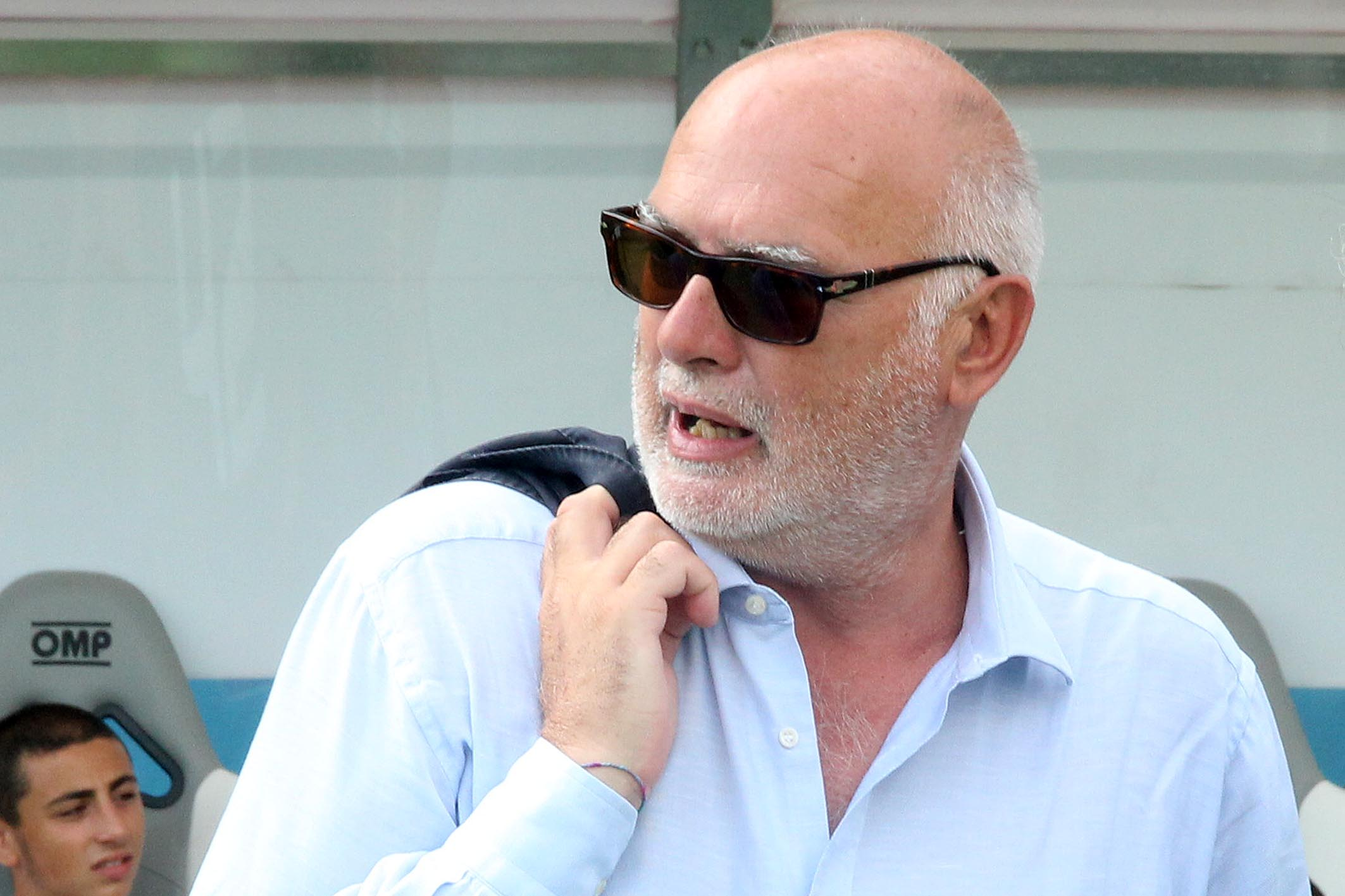
Antonio Gozzi, presidente della Virtus Entella dal 2007

Il 1º settembre 2007 divenne presidente della Virtus Entella l'imprenditore siderurgico Antonio Gozzi, entrato in società da pochi mesi e fautore della ripresa della collaborazione con l'Entella S.G.S.. In quella stagione la squadra mantenne la prima posizione per tutto il campionato, perdendo la finale della fase regionale della Coppa Italia Dilettanti il 27 febbraio a Genova contro la Loanesi San Francesco per 2-0. La terza affermazione complessiva in Eccellenza giunse invece il 13 aprile sul campo del Borgorosso Arenzano con la vittoria 0-1 maturata a due giornate dalla fine del campionato. La società organizzò la festa per la promozione il 27 aprile allo stadio Comunale in occasione dell'ultima giornata nella sfida vinta 5-1 contro la Sammargheritese.
In Serie D 2008-2009, al ritorno nella categoria dopo otto stagioni di assenza, i biancocelesti tornarono a disputare il derby del Tigullio in un campionato nazionale. In totale gli incontri furono quattro: in Coppa Italia Serie D passò il turno il Sestri Levante vincendo 2-1 in casa il 24 agosto e pareggiando 0-0 a Chiavari il 31 agosto, mentre in campionato alla vittoria per 1-0 dei sestrini avvenuta a Sestri Levante il 4 gennaio fece seguito l'affermazione della Virtus Entella per 2-0 il 17 maggio allo Stadio comunale. In quella che fu la stagione di addio del veterano Gabriele Venuti, i biancocelesti ottennero il 9º posto nel girone A. Nel 2009 il compositore Luca Scherani creò inoltre un nuovo inno ufficiale, intitolato Forza Entella!!!.
Nella stagione 2009-2010 la Virtus Entella - allenata per la terza ed ultima stagione dal poco gradito ai tifosi Claudio Terzulli - ingaggiò un testa a testa con il Savona per il primato nel girone A: nonostante le due vittorie ottenute a Chiavari il 25 ottobre per 2-1 e a Savona il 7 marzo per 0-1, i biancocelesti giunsero secondi in classifica alle spalle degli avversari. Nei successivi play-off del medesimo girone A vennero sconfitti per 0-1 dal Casale nella finale disputata in casa. La società sporse domanda di ripescaggio ed il 4 agosto la Lega Italiana Calcio Professionistico la accettò, sancendo il ritorno della squadra tra i professionisti dopo ventidue anni. Sempre nel 2010 il settore giovanile ottenne la vittoria nel Campionato Juniores Nazionali.

## Gli anni 2010 e 2020
Chiavari, 14 marzo 2014, ore 20:45
Stadio comunale

 Virtus Entella – Reggiana 

1 – 0
- Arbitro: Sacchi di Macerata
- Marcatori:  57' Ricchiuti
- Spettatori: 2.981

### La permanenza di Antonio Gozzi e il raggiungimento della Serie B (2010-2018)

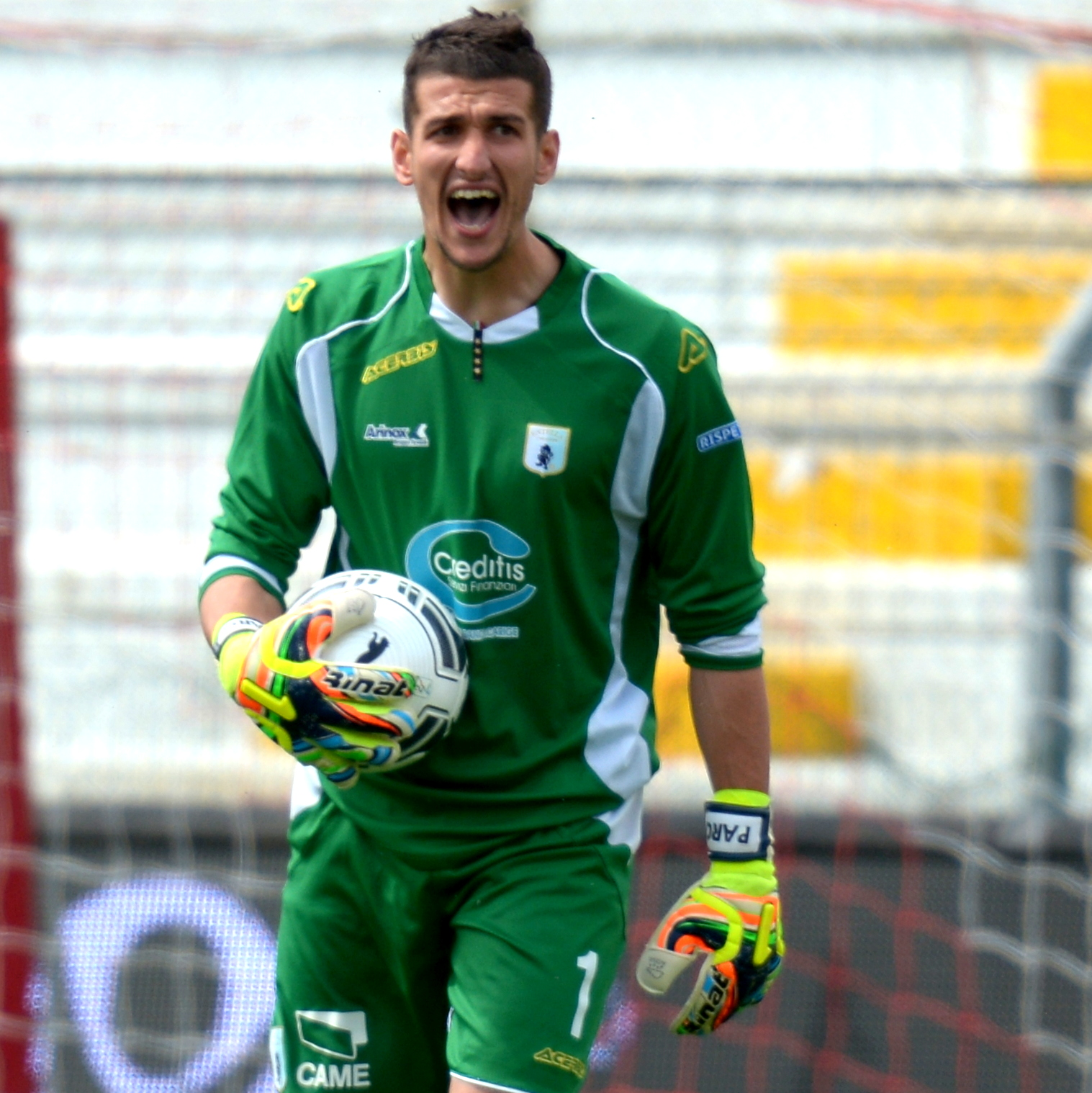
Andrea Paroni, alla Virtus Entella dal 2008 e protagonista dell'ascesa dalla Serie D alla Serie B.

#### Il ciclo di Prina e la vittoria della Lega Pro Prima Divisione (2010-2014)
Nel 2010 la società ridusse la propria denominazione ufficiale - divenuta semplicemente Virtus Entella - e l'8 agosto prese parte per la prima volta dopo 71 anni alla Coppa Italia, venendo sconfitta in trasferta dal Monza per 2-1 al primo turno. Nella Lega Pro Seconda Divisione 2010-2011 - denominazione nel contempo assunta dalla Serie C2 - venne iscritta nel girone A, in cui condusse un campionato di bassa classifica fino all'arrivo dell'allenatore Luca Prina a poche giornate dal termine della stagione, con la salvezza conquistata il 1º maggio alla penultima giornata vincendo per 1-0 in casa contro il Renate. In stagione ci fu anche l'esordio in Coppa Italia Lega Pro, dalla quale i biancocelesti vennero eliminati nella fase a gironi, mentre il settore giovanile ottenne la vittoria del Campionato nazionale Dante Berretti.
Il risultato ottenuto non venne considerato soddisfacente dalla società e la stagione successiva fu allestita una rosa più ambiziosa, che ebbe anche la possibilità di incontrare la Juventus in una partita di allenamento tenutasi il 1º dicembre a Vinovo e terminata 5-3. La Virtus Entella concluse il girone A al 5º posto, conseguendo l'accesso ai play-off grazie alla vittoria per 6-2 ottenuta allo Stadio comunale contro il Rimini il 5 maggio all'ultima giornata. In semifinale incontrò il Casale, vincendo 3-2 a Chiavari il 20 maggio e pareggiando 2-2 il ritorno a Casale Monferrato il 27 maggio, grazie ad un gol segnato al sesto minuto di recupero del portiere Andrea Paroni, giocatore-simbolo dell'ascesa della squadra negli anni 2010. In finale i biancocelesti pareggiarono il 3 giugno 1-1 in casa con il Cuneo, perdendo l'incontro di ritorno il 10 giugno per 5-2. La società fece domanda di ripescaggio in Lega Pro Prima Divisione, che venne accolta dalla Lega Italiana Calcio Professionistico il 7 agosto.
La Lega Pro Prima Divisione 2012-2013 fu il primo campionato di terzo livello cui i biancocelesti presero parte dal 1972, quando avevano abbandonato la categoria allora denominata Serie C. Tra i nuovi acquisti spiccò il nome di Ighli Vannucchi, fantasista già bandiera dell'Empoli in Serie A, che andò a rafforzare il reparto offensivo in cui figurava il prolifico Daniele Rosso, contribuendo al campionato di vertice condotto dalla squadra. La Virtus Entella concluse il girone A al 5º posto, guadagnando l'accesso ai play-off grazie al pareggio 1-1 maturato il 5 maggio in trasferta contro il Cuneo. La semifinale del girone A si tenne contro il Lecce, neo retrocesso direttamente dalla Serie A per illecito sportivo: l'incontro di andata disputato il 26 maggio a Chiavari terminò 1-1, il ritorno del 2 giugno a Lecce fu vinto 2-1 dai padroni di casa e la Virtus Entella uscì dal campo tra gli applausi dei tifosi leccesi.
Nella stagione 2013-2014 la squadra, sempre allenata da Luca Prina, raggiunse il suo miglior risultato in Coppa Italia Lega Pro - venendo eliminata al terzo turno che dava accesso alle semifinali - e concluse il girone d'andata nella prima posizione del girone A. Per festeggiare il centenario del sodalizio, i biancocelesti disputarono la stagione indossando maglie da gioco celebrative recanti il nome di tutti i giocatori che avevano fatto parte della squadra. Tra le altre iniziative vennero pubblicati i libri Quei colori biancocelesti: storia a fumetti del primo secolo di Entella e 100 anni biancocelesti, curato dal giornalista Carlo Fontanelli, oltre al documentario Mi chiamo Entella e ho cent'anni. Il 14 marzo 2014 - data dell'anniversario - si tenne inoltre un convegno moderato dal giornalista ed ex giocatore delle giovanili Paolo Garimberti cui prese parte il presidente di Confindustria e del Sassuolo Giorgio Squinzi, seguito dalla disputa della "Partita del centenario", valida per la 25ª giornata di campionato in cui i locali sconfissero 1-0 la Reggiana. All'ultima giornata disputata il 4 maggio in casa della Cremonese giunse la vittoria per 1-2 che sancì il successo in campionato e la promozione in Serie B, cui fece seguito la festa organizzata dalla società in piazza Mazzini. A 100 anni esatti dalla fondazione, i biancocelesti conquistarono per la prima volta un campionato di terzo livello - dopo gli altri quattro campionati nazionali di livello inferiore vinti oltre a cinque campionati ed una coppa regionali - raggiungendo il secondo livello nazionale cui avevano preso parte, in un contesto totalmente differente, solamente in occasione della stagione 1922-1923. La Virtus Entella disputò inoltre la Supercoppa di Lega di Prima Divisione contro il Perugia, pareggiando 1-1 la partita di andata giocata a Chiavari l'11 maggio e perdendo 3-1 il ritorno in trasferta il 15 maggio.

#### Aglietti e la Serie B (2014-2018)
Il 23 agosto la Virtus Entella raggiunse il terzo turno di Coppa Italia, venendo eliminata dal Varese perdendo 1-0 in trasferta. In Serie B - all'esordio in categoria - la squadra condusse un campionato difficile, che comportò l'esonero di Luca Prina, alla sua quinta stagione sulla panchina dei biancocelesti. Con il subentrato Alfredo Aglietti la squadra non riuscì a conquistare la salvezza diretta, pareggiando 0-0 in trasferta il 22 maggio contro il Crotone e accedendo così al play-out. Nella doppia sfida contro il Modena, la Virtus Entella pareggìò 2-2 l'andata in casa il 30 maggio ed 1-1 il ritorno in trasferta il 6 giugno. La salvezza fu appannaggio del Modena in virtù del miglior piazzamento in campionato, ma la successiva retrocessione all'ultimo posto in classifica del Catania per illecito sportivo reintegrò i biancocelesti in Serie B.
Nella Serie B 2015-2016 la squadra ottenne il 9º posto finale, mancando l'accesso ai play-off a causa della sconfitta per 1-0 subita il 20 maggio dal Crotone nella trasferta dell'ultima giornata. La stagione successiva, priva dell'allenatore Alfredo Aglietti ma con la conferma del prolifico attaccante Francesco Caputo, la Virtus Entella raggiunse nuovamente il terzo turno di Coppa Italia, venendo eliminata dal Chievo perdendo 3-0 il 13 agosto a Verona; in campionato i biancocelesti giunsero all'11º posto. Il settore giovanile disputò la finale della Coppa Italia Primavera, confermando i buoni risultati ottenuti l'anno precedente con l'accesso alla Final Eight del Campionato Primavera ed il raggiungimento dei quarti di finale al Torneo di Viareggio. Nel 2017 il giornalista sportivo Domenico Marchigiani pubblicò il libro Anche a Chiavari si può: dalla polvere alle porte del sogno. 10 anni di Entella, dedicato alla storia della squadra sotto la gestione del presidente Antonio Gozzi.
Nella stagione 2017-2018 a causa della difficile situazione di classifica venne richiamato l'allenatore Alfredo Aglietti, successivamente sostituito alla penultima giornata dall'ex giocatore Gennaro Volpe, già capitano nella prima stagione in Serie B della squadra, ruolo poi ricoperto da Michele Troiano. Con il nuovo tecnico la Virtus Entella vinse 0-1 lo scontro diretto in trasferta contro il Novara disputato il 18 maggio e valevole per l'ultima giornata, ottenendo l'accesso al playout. La doppia sfida con l'Ascoli si tenne a Chiavari il 24 maggio e ad Ascoli Piceno il 31 maggio e si concluse senza che le squadre segnassero alcun gol: in virtù del miglior piazzamento in classifica l'Ascoli mantenne la categoria ed i biancocelesti retrocedettero in Serie C. Alcuni dei giocatori transitati dalla squadra durante il quadriennio tra i cadetti si distinsero successivamente in Serie A: tra questi Simone Iacoponi, Francesco Caputo e Nicolò Zaniolo, gli ultimi due vestirono anche la maglia della Nazionale italiana.

### L'altalena tra Serie C e Serie B (2018-2025)

#### Boscaglia, la vittoria della Serie C e il ritorno tra i cadetti (2018-2020)
Durante l'estate 2018 il Cesena venne retrocesso all'ultima posizione del precedente campionato per irregolarità nel bilancio ed il Collegio di garanzia del Comitato Olimpico Nazionale Italiano stabilì la conseguente riammissione della Virtus Entella tra i cadetti. La Lega Nazionale Professionisti B comunicò alla società l'impossibilità a riammetterla avendo ridotto il format del campionato per la stagione 2018-2019 a 19 squadre ed un successivo pronunciamento del Tribunale Amministrativo Regionale del Lazio giunto in autunno diede preminenza alla prosecuzione e al regolare svolgimento del campionato ormai in corso. I biancocelesti presero dunque parte alla Serie C 2018-2019 - tornata alla sua antica denominazione - scendendo in campo il 4 novembre per la 10ª giornata in cui sconfissero il Pisa in casa 2-0 avendo precedentemente disputato un'unica altra partita e dovendo pertanto recuperare tutte le altre: nel ristretto arco temporale di cinque mesi e mezzo disputarono 39 incontri. Guidata dall'allenatore Roberto Boscaglia, in Coppa Italia la squadra eliminò il Genoa al quarto turno vincendo la trasferta del 6 dicembre ai rigori, 47 anni dopo la sconfitta 1-0 patita in Serie C nell'unico altro incontro ufficiale disputatosi tra le due squadre allo Stadio Luigi Ferraris. Agli ottavi di finale, miglior risultato raggiunto dalla società in Coppa Italia, venne eliminata dalla Roma perdendo 4-0 allo Stadio Olimpico il 14 gennaio. La Virtus Entella vinse il campionato - il secondo di terzo livello in cinque anni - superando 1-0 in casa la Carrarese il 4 maggio all'ultima giornata, mentre contemporaneamente il Siena batteva 2-0 la precedente capolista Piacenza; la festa per la promozione si tenne immediatamente dopo la partita allo Stadio comunale e proseguì il giorno seguente in Piazza Mazzini. La squadra concluse la stagione partecipando alla Supercoppa di Serie C, terminata al secondo posto alle spalle del Pordenone. Nella stessa stagione il settore giovanile vinse per la seconda volta il Campionato nazionale Dante Berretti e per la prima volta la Supercoppa Dante Berretti.
Nell'estate del 2019 prese parte alla Serie A di beach soccer la Virtus Entella Beach Soccer, fondata attraverso un accordo di collaborazione con il Bragno Beach Soccer. Nella Serie B 2019-2020, al ritorno in categoria con la conferma in panchina di Roberto Boscaglia, la Virtus Entella ottenne la salvezza il 27 luglio alla penultima giornata, pareggiando 0-0 contro lo Spezia in trasferta e terminando così il campionato al tredicesimo posto. 

#### Volpe, la retrocessione e la permanenza in Serie C (2020-2023)
La Serie B 2020-2021 vide la squadra stazionare nelle ultime posizioni per l'intero campionato, il ritorno in panchina di Gennaro Volpe a stagione in corso e la retrocessione in Serie C patita a tre giornate dal termine in virtù della sconfitta casalinga per 1-2 con il L.R. Vicenza. Il nuovo campionato in terza serie sotto la guida di Volpe ormai divenuto una bandiera si concluse con il raggiungimento del 4º posto nel girone B e la successiva partecipazione ai play-off: dopo aver eliminato Olbia e Foggia, la Virtus Entella venne eliminata al secondo turno della fase nazionale dal Palermo. La stessa stagione vide la squadra raggiungere anche gli ottavi di finale di Coppa Italia Serie C e, a livello di settore giovanile, l'affermazione nel Campionato Under-16 Serie C. Anche nella stagione successiva la squadra venne eliminata al secondo turno della fase nazionale dei play-off, in questo caso dal Pescara, dopo aver superato il Gubbio al turno precedente: durante la regular season la Virtus Entella aveva a lungo inseguito la Reggiana, sopravanzandola al primo posto a tre giornate dalla fine, ma cedendole la posizione nel successivo turno di campionato. In Coppa Italia Serie C i biancocelesti raggiunsero per la prima volta la semifinale, subendo l'eliminazione per mano del L.R. Vicenza. Nel corso dell'estate 2023 l'utilizzo dello stadio Comunale fu al centro di un contenzioso tra società e comune di Chiavari, poi risoltosi.

#### Gallo e la terza promozione in Serie B (2023-2025)
I risultati negativi in avvio della Serie C 2023-2024, culminati con la sconfitta casalinga alla terza giornata nel Derby del Tigullio contro il Sestri Levante – tornato a disputarsi in terza serie dopo 75 anni – portarono all'esonero di Gennaro Volpe, sostituito da Fabio Gallo. La squadra ebbe un andamento altalenante per l'intera stagione, nel corso della quale pareggiò il derby del girone di ritorno disputato sul campo neutro dello stadio Luigi Ferraris di Genova e raggiunse la salvezza all'ultima giornata battendo 1-0 a Chiavari la Recanatese.
Nella Serie C 2024-2025 la squadra di Gallo riuscì grazie a una lunga striscia di imbattibilità (32 risultati utili consecutivi) a sopravanzare le favorite Pescara (l'unica che è riuscita a battere i chiavaresi) e Ternana, ottenendo la promozione in Serie B ancor prima di disputare la terzultima giornata in seguito alla sconfitta di quest'ultima contro il Milan Futuro.  Il 17 maggio, dopo il pareggio interno con l'Avellino (1-1), battendo il Padova (0-1) vinse anche la sua prima Supercoppa Serie C chiudendo la stagione da imbattuta fuori casa.